# Ján Meličko
Ján Meličko (Martin, 22 dicembre 1846 – Martin, 7 settembre 1926) è stato un compositore slovacco.

## Biografia
Era figlio di Michal Meličko e di sua moglie Amália, nata Tomčíková. Fu registrato all'anagrafe come János Lajos Melicska.
Frequentò la scuola elementare di Martin e la scuola media a Gemer e a Banská Bystrica; dal 1864 fu studente all'istituto magistrale di Nyíregyháza. Dapprima fu assistente insegnante e in seguito insegnante e cantore, per più di cinquant'anni, dal 1875 al 1926 a Martin. A partire dal marzo del 1883 diresse il Coro slovacco (Slovenský spevokol) di Martin, attività in cui fu impegnato fino al 1914). Con Karol Ruppeldt fu redattore di una raccolta di Canti slovacchi. Come cantore della Chiesa evangelica slovacca compose pezzi di musica sacra, ma anche musica d'occasione e canzoni patriottiche. 
Nel 1918 fu tra i firmatari della Dichiarazione di Martin.
Dalla moglie Oľga, nata Milecová, ebbe due figlie, di cui una, Hana Meličková, fu celebre attrice.
Fu sepolto nel Cimitero nazionale di Martin.